# Diego Venini

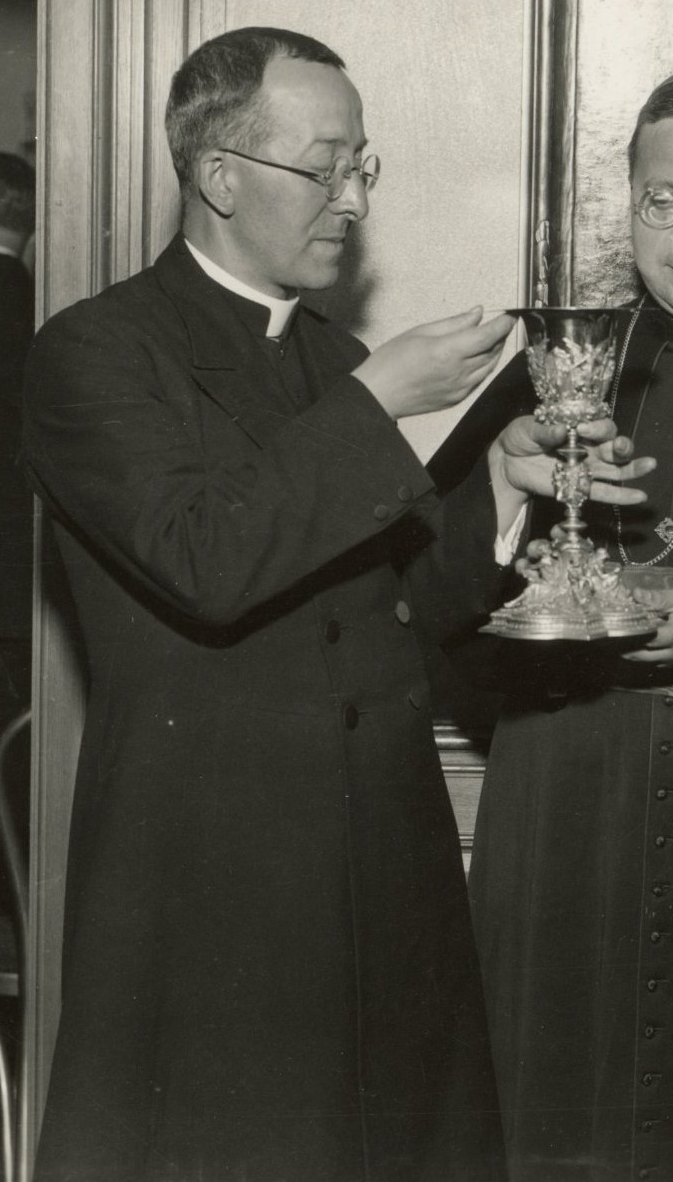
Diego Venini im 1930

Diego Venini (* 4. Oktober 1889 in Fiumelatte di Varenna; † 20. Juli 1981) war ein italienischer Geistlicher und Kurienerzbischof der römisch-katholischen Kirche.

## Werdegang
Diego Venini empfing am 6. Juli 1913 das Sakrament der Priesterweihe.
Papst Pius XII. ernannte ihn am 12. Januar 1951 zum Titularerzbischof von Adana und zum päpstlichen Geheim-Almosenier. Die Bischofsweihe spendete ihm der Kardinalpräfekt der Vatikanischen Apostolischen Bibliothek und Kardinalbischof von Ostia, Eugène Tisserant, am 4. Februar desselben Jahres; Mitkonsekratoren waren der Sekretär der Kongregation für die Seminare und Universitäten, Erzbischof Carlo Confalonieri, und Kurienerzbischof Francesco Beretti.
Er nahm an allen vier Sitzungsperioden des Zweiten Vatikanischen Konzils als Konzilsvater teil.
Papst Paul VI. nahm am 16. Dezember 1968 seinen altersbedingten Rücktritt an.

## Ehrungen
- 1956: Großkreuz des Verdienstordens der Italienischen Republik
- 1958: Großes Verdienstkreuz mit Stern und Schulterband der Bundesrepublik Deutschland